# Bismarckijsvogel
De bismarckijsvogel (Todiramphus albonotatus) is een vogel uit de familie Alcedinidae (ijsvogels). De vogel werd in 1884 geldig beschreven door Edward Pierson Ramsay als Halcyon (Cyanalcyon) albonotata

## Kenmerken
De vogel is 16 tot 18 cm. De vogel is overwegend wit met blauw. De kruin is lichtblauw, met daaronder een zwart masker en blauwe vleugels en staart. De rest van het lichaam is wit.

## Verspreiding en leefgebied
Deze soort is endemisch op de Bismarck-archipel, een groep eilanden ten noordoosten van en behorend tot Papoea-Nieuw-Guinea. Het leefgebied bestaat uit regenwoud tot op 1000 m boven zeeniveau.

## Status
De grootte van de populatie werd in 2016 door BirdLife International geschat op 1500 tot 7000 individuen en de populatie-aantallen nemen af door habitatverlies. Het leefgebied wordt aangetast door ontbossing waarbij natuurlijk bos gekapt en het terrein wordt omgezet in gebied voor oliepalmplantages. Om deze redenen staat deze soort als gevoelig op de Rode Lijst van de IUCN.